# مرلین ایرویز
مرلین ایرویز (به انگلیسی: Merlin Airways) یک شرکت هواپیمایی است که در تاریخ ۱۹۸۳ میلادی تأسیس شده است. دفتر مرکزی مرلین ایرویز در بیلینگز، مونتانا، ایالات متحده آمریکا واقع شده‌است و قطب این شرکت هواپیمایی در فرودگاه بین‌المللی سن آنتونیو قرار دارد.